# 秀麓斎
秀麓斎（しゅうろくさい）は、宮城県名取市にある曹洞宗の寺院。山号は天苗山。本尊は聖観音。奥州三十三観音霊場第2番札所である。近年、別院として「みんなの寺小屋」を開設、広く坐禅会や仏像彫刻、ヨガ教室などに活用されている。

## 歴史
この寺は、寺伝によれば798年（延暦17年）坂上田村麻呂によって創建されたと伝えられる。当初天台宗に属したが、文明年間（1469年 - 1486年）現在の曹洞宗に改宗された。
　大同二年（807年）比叡山伝教大師の法子　義　法師を開祖とし、天台宗に属し、大阪、四天王寺の末寺となった。十二世紀奥州平泉の藤原氏隆昌の頃には、その庇護をうけ末寺数十ヵ寺を有し最も栄えたが、藤原氏滅亡後は天台宗自体が衰退していった。
　室町期文明年間（1469～1486）大本山總持寺直末、越後国岩般郡村上の霊樹山耕雲寺四世　瑚海仲珊大和尚を勧請開祖とし天台宗を曹洞宗に改宗した。
　御本尊　聖観世音菩薩は別名「利勝観音」と称し、坂上田村麻呂の蝦夷平定の際に戦勝を祈願し、そのご加護により大任を果たし得たという故事に因むものである。
　伊達家十三代尚宗　御本尊「利勝観音」に深く帰依し寺の護持にあたり、秀麓寺を秀麓齋とし「開基」となる永正十一年（1514年）５月５日、６１歳にて没す「護国院殿香山円桂大居士」 　伊達家十四代稙宗公、十五代晴宗公、伊達家の家老高舘城主　福田駿河守の位牌が安置されている。
　又、伊達家仙台藩祖　政宗公慶長二年より翌春３月迄滞留し、開基尚宗公　稙宗公三十三回忌、晴宗公二十一回忌を営み、供養の為、千体菩薩を奉納する。政宗公慶長六年（1601年）６月６日青葉城に入城。仏閣をめぐる欄間に珍しい地蔵菩薩千体の木造が配置されている、世にいう千体仏である。中世末の流れをくむ近世初期のものと見られる。 
秀麓齋の寺号「齋」というのは全国でも珍しく、日本三齋の一つと云われてる。
高舘山のふもとの小高い丘陵地帯にあり、約10キロ東の閖上浜が見渡せる。3・11の際、亡くなった檀家方を含め、地域の方々の平安を願い、「3・11（みいい）観音」が建立された。
歌「千の風になって」で有名な声楽家・秋川雅史氏の手彫りの観音像が安置されていることでも知られている。また、毎月第一日曜日の朝６時半から1時間、日曜坐禅会が行われており、すでに毎月欠かさず40年以上続けられている。第三土曜日は、別院である「みんなの寺小屋」でやはり午後3時から、坐禅会が続けられている。本尊は釈迦牟尼仏（関侊雲・作）。なお、秋川雅史氏は仏像彫刻の上では関侊雲氏の門弟。
また郷土史の一節に次のような記述も見られる。
ーーーーーーーーーーー
天苗山秀麓齋　本村吉田区鹿野東に在り
曹洞宗大源派にして聖観音菩薩を本尊とす。同観音は運慶の作にして俗に利勝観音とも称す。越後國岩船郡村上耕雲寺末なり。往古は天台宗、大阪四天王寺の末寺なり。延暦年間田村将軍東夷征伐の砌り観音菩薩を勧請し戦勝を祈らせ給へり霊場なり。大同二年傳教大師の法子義貞法師を開祖に請ぜり。奥州二番の札所にして、遠近より賽するもの今尚ほ尠からず。寛文年中寺碌を没収し、天台宗を廃し、案祁佺心和尚を請じ改めて開祖とし、次号を天苗山秀麓齋と称せり。天正年間、伊達尚宗　歸依の因縁により、尚宗・稙宗・輝宗並戦没せる武士の追弔のため地蔵菩薩千体を建立し、尚宗外二人の尊牌を安置せり。なお地碌二十五石を授けられたリ。当寺の什物は次のごとし。
- 一、金掛物座像　　　　　　　　　二体
- 一、土製聖観音立像　　　　　　　一体
- 一、地蔵尊立像　　　　　　　　　一体
- 一、金不動明王立像　　　　　　　一体
- 一、八幡大菩薩乗馬像　　　　　　一体
- 一、聖聖徳太子立像　　　　　　　一体
- 一、仏舎利　　　　　　　　　　　一粒
- 一、古鏡　　　　　　　　　　　　一個
- 一、藩公御用高茶台　　　　　　　一個
- 一、中古文房具　　　　　　　　　一個

寺の背後に復田乱場と呼ばるゝものあり。復田駿河の墓地なりと、また寺内に大阪落人の墓なりと云ふもの數基あり。現住職長澤信友氏は二十七代なり。
ーーーーーーーーーーーー